# Фомичев, Николай Яковлевич
Николай Яковлевич Фомичев — советский хозяйственный, государственный и политический деятель.

## Биография
Родился в 1910 году в Новосибирске. Член КПСС.
С 1935 года — на хозяйственной, общественной и политической работе. В 1935—1971 гг. — начальник автобазы, технорук, управляющим Казахским отделением управления «Трансэнергокадры», главный инженер управления Наркомата автомобильного транспорта Казахской ССР, участник Великой Отечественной войны, заместитель министра, начальник управления грузовых перевозок, первый заместитель министра автомобильного транспорта
Казахской ССР, министр автомобильного транспорта Казахской ССР, директор Казахского НИИ автотранспорта. 
Избирался депутатом Верховного Совета Казахской ССР 7-го созыва.
Умер в Алма-Ате в 1998 году.